# Sobieski (przedsiębiorstwo)
Sobieski Sp. z o.o. – polska firma produkująca alkohole, należąca do francuskiej grupy kapitałowej Belvedere S.A. Początkowo nazywała się Belvedere Dystrybucja Sp. z o.o. 1 sierpnia 2003 zmieniono nazwę na Sobieski Dystrybucja Sp. z o.o. Od października 2005 roku istnieje pod nazwą Sobieski Sp. z o.o. Firma zajmuje się produkcją win bułgarskich, wódek oraz innych napojów wysokoprocentowych.
W skład przedsiębiorstwa wchodzą:
- Destylarnia Sobieski S.A. (wcześniej Fabryka Wódek Gdańskich)
- Destylernia Polmos Kraków S.A.
- Polmos Łańcut S.A.
- Sobieski Trade Sp. z o.o. (wcześniej Alco Pegro)
- Domain Menada Sp. z o.o.
- Vilniaus Degtine

## Produkty

### Wódki
- Bass Arktik (dostępna w duty free)
- Sobieski
- Sobieski Estate Vodka
- Zawisza Czarny Black Luxury
- Danzka
- Hetman
- Królewska
- Cracovia Supreme
- Jazz Vodka
- Dwór Artusa
- Fiddler Vodka
- CK Vodka
- Harnaś Lux
- Bracka Staropolska
- Biała Dama
- Cracovia
- Krupnik Vodka
- Wisent
- Wileńska
- Balsam Wileński
- Gorzałka Wielkopolska
- Polonaise
- Balsam Pomorski
- Gdańska
- Tatra
- Harnaś
- Łańcut
- Starogardzka
- Krakowska
- Przepalanka Krakowska
- Ojczysta
- Sobieski Impress - 8 odmian smakowych

#### Wódki smakowe
- Sobieski Sweet Bitter (słodko-gorzka), Sobieski Cranberry (żurawinowa), Sobieski Vanilia (waniliowa), Sobieski Mandarin (mandarynkowa), Sobieski Grapefruit (grejpfrutowa), Sobieski Karmel (karmelowa)
- Zawisza Czarny o smaku czarnej porzeczki, dzikiej pomarańczy i lemonki - wódki smakowe
- Polonaise Cherry - wiśniówka
- Danzka grejpfrutowa, cytrusowa, o smaku czarnej porzeczki
- Balsam Pomorski o smaku żurawinowym, malinowym, wiśniowym, miętowym, czarnej porzeczki, brzoskwini
- Starogardzka Ziołowa na trawienie

### Likiery
- Gama Likierów Marie Brizard
- Rosolisy: Różany, Kawowy, Ziołowy Gorzki
- Advocaat Gdański
- Advocaat Staropolski
- Finezja o smaku czekoladowym, kawowym, pomarańczowym, cytrynowym, migdałowym, wiśniowym, kokosowym
- Krupnik Miodowy, Pigwowy, Śliwkowy, Wiśniowy, Orzechowy, Cytrynowy

### Whisky
- Whisky William Peel
- Whisky Sir Pitterson

### Whiskey
- Whiskey Canadian Tippers
- Whiskey Jeremiah Tanner
- Bourbon Evan William's

### Spirytusy
- Spirytus Gdański
- Spirytus Łańcucki
- Spirytus Krakowski

### Inne
- Old Brandy Łańcut
- Posejdon - Gin
- Trejos 999
- Winiak
- King - Napój energetyzujący